# Hanthawaddy United FC
El Hanthawaddy United FC (en birmano: ဟံသာဝတီ ယူနိုက်တက် ဘောလုံး အသင်း) es un equipo de fútbol de Birmania que juega en la Liga Nacional de Birmania, la primera división nacional.

## Historia
Fue fundado en el año 2009 en la ciudad de Bago, de la región de Bago con el nombre Okktha United como uno de los equipos fundadores de la Liga Nacional de Birmania.
En 2010 gana su primer título importante al obtener la General Aung San Shield.
En 2012 baja de categoría a la Liga Nacional 2 de Birmania y toma su nombre actual. Dos años después regresa a la primera división y en la temporada 2020 termina en segundo lugar, logrando la clsdificación a la Copa AFC 2021, la cual no pudieron jugar como el resto de equipos de la región de ASEAN por las restricciones por la pandemia de Covid-19.

## Palmarés
- General Aung San Shield (1): 2010
- Liga Nacional 2 de Birmania (1): 2014